# أنتوني بامفورد
أنتوني بامفورد (بالإنجليزية: Anthony Bamford)‏ هو شخصية أعمال وسياسي بريطاني، ولد في 23 أكتوبر 1945 في المملكة المتحدة. حزبياً، نشط في حزب المحافظين. وقد انتخب عضو مجلس اللوردات.